# بین‌لی، کوئینزلند
بین‌لی (به انگلیسی: Beenleigh) یک حومه شهر در استرالیا است که در کوئینزلند واقع شده‌است.